# Nazareno Gugliemi
Nazzareno (o Nazareno) Guglielmi, detto Cinicchia (Assisi, 30 gennaio 1830 – Buenos Aires, post 1901), è stato un brigante italiano, tra i più famosi dell'Umbria e delle Marche.

## Biografia
Primo degli otto figli del bracciante agricolo Giovanni, il soprannome lo ereditò da un avo, basso di statura ma particolarmente violento. Durante l'infanzia e la prima adolescenza seguì il padre nei campi, poi cominciò a praticare il mestiere di muratore, e nel 1854 si sposò con una tale Teresa, dalla quale ebbe una figlia, Maria.
Il temperamento violento ed irascibile, unito alla tremenda povertà dilagante in quegli anni e in quelle zone, lo portarono ben presto ad una vita fuorilegge. 
Si tramanda che nel novembre 1857 venne arrestato una prima volta per furto, ad Assisi (pare che chiese il permesso di salutare prima la madre e le morse un orecchio rimproverandola di non averlo corretto in tempo), ma il 20 aprile 1859, riuscì a fuggire ed a darsi alla macchia, facendo nascere così "il mito nero del brigante Cinicchia", che - come afferma lo storico Parrini - "fu temuto dai ricchi e amato dai poveri che spesso finiva con l'aiutare". Il dotto e patriota fabrianese Oreste Marcoaldi scrive: "Cinicchia è un gentiluomo, ruba almeno danaro a chi ne ha, esponendo la infame sua pelle".
Si dice che la sua vendetta fosse spietata. Un giorno infatti, allorché i gendarmi pontifici arrestarono la moglie Teresa e la tradussero nel carcere di Perugia, il Cinicchia si vestì da gentiluomo e, raggiunto un noto caffè borghese, minacciò i presenti di incendiare mezza città se la consorte non fosse stata liberata. Al Cinicchia vengono attribuiti numerosi delitti tra Marche ed Umbria, in quella che era parte dello Stato Pontificio.
Un altro aneddoto riguarda il suo lavoro di muratore: trovandosi impegnato nella ricostruzione della casa del conte Fiumi, un manovale rubò un prosciutto al proprietario e, della qual cosa, ne fu incolpato ingiustamente Cinicchia, che fu arrestato ed incarcerato. Malmenando un carceriere, riuscì ad evadere e riparò così nelle Marche dove si unì ad una banda di ladri e contrabbandieri. Imprigionato di nuovo a Jesi, anche qui tramò la fuga, ma, una volta scoperto, fu trasferito nelle carceri di Ancona dove, con l'aiuto di un complice riuscì ad aprirsi un varco nel muro della cella e riuscì a fuggire. Ritornato in Umbria e per alcuni anni seminò terrore tra gli abitanti di Morano, dove raccolse i nuovi elementi della sua banda, a Gualdo Tadino, Valfabbrica, Nocera Umbra, Valtopina, Vallemare, ecc.
Dei numerosi reati (rapine ed omicidi in particolare) che gli furono attribuiti, rimane celebre l'omicidio del 21 ottobre del 1863, presso “il ponte della croce” di Pianello, nel territorio arnate, ai danni dell'ufficiale Cesare Bellini, capitano della guardia nazionale di Valfabbrica, residente a Civitella d'Arna.
Le imprese di Cinicchia cominciarono a declinare quando si accorse che il cerchio intorno a lui, a seguito dell'assassinio del Bellini, si stava stringendo. Con un passaporto falso si imbarcò a Civitavecchia ed espatriò a Buenos Aires nel 1863. Laggiù riprese l'antica attività edile. Da una lettera scritta ai suoi parenti sappiamo che nel 1901 era ancora in vita, dopodiché si è persa ogni traccia e, con ogni probabilità, non è più rimpatriato. Sulla sua vita furono intrecciati drammi teatrali, romanzi, cantastorie e ballate.